# Sietas Typ 122
Der Typ 122 ist ein Container-Feederschiffstyp der Sietas-Werft in Hamburg-Neuenfelde.

## Geschichte
Der Typ 122 wurde Mitte der 1980er Jahre von verschiedenen westdeutschen Reedereien geordert und von 1987 bis 1989 in fünf Einheiten gefertigt. Alle fünf Schiffe waren bereits bei Vergabe der Bauaufträge für eine langfristige Vercharterung an die irische Bell Lines vorgesehen, so dass Sietas den Typ 122 nach den Wünschen der irischen Reederei konzipierte. Um auch kleinere Containerbrücken anlaufen zu können, erhielt er ein relativ niedriges Deckshaus und einen klappbaren Radarmast. Zunächst kamen die Schiffe für Bell Lines zwischen Rotterdam-Rozenburg und Harwich im Linienverkehr zum Einsatz. Als Bell Lines im Jahr 1997 Insolvenz anmelden musste, wurden sie an andere Reedereien verchartert und auf verschiedenen europäischen Zubringerdiensten eingesetzt. Durch Verkäufe findet man sie heute weltweit in der Küstenfahrt.

## Technik
Der Typ 122 entstand in Sektionsbauweise und besitzt einen eisverstärkten Rumpf. Er kann bis zu 262 20-Fuß-Standardcontainer (TEU) stauen. Die Schiffe waren ursprünglich für den Transport der überbreiten Bell-Lines-Container (Europoolpaletten-Container mit 2,44 m Innenmaß) ausgelegt worden und besaßen anfangs entsprechende Cellguides in den Laderäumen. Daneben können auch andere Sondermaß-Container sowie Gefahrgutcontainern gestaut werden. An Bord befinden sich Anschlüsse für 45 Kühlcontainer.
Der einzelne kastenförmige Laderaum (box-shaped) hat eine Länge von 61,00 m, eine Breite von 12,48 m und eine Höhe von 8,40 m. Er besitzt einen Getreide-Rauminhalt von rund 4.700 m³ (166.000 Kubikfuß). Durch die Form des Laderaums ist der Schiffstyp auch in der Zellulose- oder Paketholzfahrt einsetzbar. Die Tankdecke ist für die Stauung von Schwergut verstärkt. Es wurden schwergutverstärkte hydraulisch betätigte Faltlukendeckel verwendet.
Die meisten Schiffe der Baureihe werden von einem Viertakt-Dieselmotor des Typs Wärtsilä 6R32D angetrieben, der auf einen Verstellpropeller wirkt. Die Angela Jürgens erhielt einen MaK-Dieselmotor. Die An- und Ablegemanöver werden durch ein Bugstrahlruder unterstützt.

## Die Schiffe
| Sietas Typ 122 | Sietas Typ 122 | Sietas Typ 122 | Sietas Typ 122         | Sietas Typ 122                         | Sietas Typ 122 | Sietas Typ 122 |
| Bauname        | Bau- nummer    | IMO- Nummer    | Stapellauf Ablieferung | Auftraggeber                           | Umbenennungen und Verbleib |                |
| -------------- | -------------- | -------------- | ---------------------- | -------------------------------------- | --- | -------------- |
| Amazone        | 985            | 8703256        | 19.08.1987 03.10.1987  | Kähler & Söhne, Mooregge               | 1996 Ilha Da Madeira, 2013 Basel S3, so 2024 in Fahrt |                |
| Jan Becker     | 966            | 8707771        | 21.09.1987 30.10.1987  | Bernd Becker, Jork                     | 1998 Triton Loga, 2006 Mosa, 2007 Dan Supporter, 2013 Syros Wind, so 2024 in Fahrt |                |
| Jan Kahrs      | 1000           | 8815308        | 06.09.1988 08.10.1988  | Johann Kahrs, Stade                    | 1998 Jan Caribe, so 2024 in Fahrt |                |
| Angela Jürgens | 967            | 8815293        | 17.10.1988 12.11.1988  | Klaus Jürgens, Engelbrechtsche Wildnis | 1996 Inishowen, 1998 Gera, 2001 Arfell, 2/2003 Gera, 12/2003 Vera, 2006 Marti Pride, 2008 Princess Sira, 2011 Montaser M., 2013 Taknis, 2014 Amazigh S1, 2018 NS Pride, so 2024 in Fahrt |                |
| Otto Becker    | 935            | 8818879        | 26.06.1989 28.07.1989  | Rolf Becker, Jork                      | 2001 Maria Schepers, 2013 Provincias Unidas, so 2024 in Fahrt |                |